# Nordsken
Nordsken är ett årligt återkommande spelkonvent och populärkulturfestival i Skellefteå för tv-spel, rollspel, kortspel, brädspel, figurspel, lajv och E-sport. 
Förutom spel innehåller Nordsken utställarmässa, serier, konstutställning, film, cosplay, makerspace, Lego, med mera.

## Historik
I mars 2012 arrangerades Nordsken för första gången, då på Scandic Skellefteå. Det var eventets hem fram till och med 2016, då eventet flyttade till Skellefteå Kraft Arena året efter. År 2023 bytte Nordsken lokal ännu en gång och arrangerades på Sara kulturhus.
År 2016 gästades Nordsken av Jeremy Bulloch, en av skådespelarna av Boba Fett. År 2019 fick eventet besök av Marvel Comics chefredaktör C. B. Cebulski.
På grund av Covid-19-pandemin ställdes eventet in två år, 2020 och 2021. År 2022 gjorde Nordsken comeback.

### Fotnoter
1. ↑  ”Sprängde besöksrekordet för både Nordsken och Kulturhuset”. Norran. https://norran.se/nyheter/skelleftea/artikel/sprangde-publikrekordet-for-bade-nordsken-och-kulturhuset/rgx9wkmj. Läst 30 januari 2024.
2. ↑  ”Skellefteå anordnar LAN-festival”. Feber / Spel. http://feber.se/spel/art/233429/skellefte_anordnar_lanfestival/. Läst 14 februari 2018.
3. ↑  ”Nytt Nordsken till hösten”. www.folkbladet.nu. 28 maj 2012. https://www.folkbladet.nu/2012-05-28/nytt-nordsken-till-hosten. Läst 19 januari 2024.
4. ↑  ”Nordsken flyttar till Arenan”. SVT. https://www.svt.se/nyheter/lokalt/vasterbotten/nordsken-flyttar-till-arenan. Läst 18 november 2017.
5. ↑  Jonas Nilsson (27 december 2023). ”Snart dags för Nordsken – nu mitt i centrum: "Kan bli som en andra julafton" • Stora planer för framtiden”. Megafonen Skellefteå. https://megafonen.se/2023/12/snart-dags-for-nordsken-nu-mitt-i-centrum-kan-bli-som-en-andra-julafton-stora-planer-for-framtiden. Läst 19 januari 2024.
6. ↑  ”Boba Fett gjorde hett besök i Skellefteå”. SVT Nyheter. 6 maj 2016. https://www.svt.se/nyheter/lokalt/vasterbotten/boba-fett. Läst 19 januari 2024.
7. ↑  ”Nordsken: "I år satsar vi också på musik – det är helt nytt"”. norran.se. https://norran.se/nyheter/kultur-och-noje/artikel/nordsken-i-ar-satsar-vi-ocksa-pa-musik-det-ar-helt-nytt-/jd6p56xl. Läst 19 januari 2024.
8. ↑  Jonas Nilsson (10 februari 2022). ”Folkfest utlovas när Nordsken och Arctic Game Week kommer tillbaka efter två år: ”Alla är enormt sugna””. Megafonen Skellefteå. https://megafonen.se/2022/02/folkfest-utlovas-nar-nordsken-och-arctic-game-week-kommer-tillbaka-efter-tva-ar-alla-ar-enormt-sugna. Läst 19 januari 2024.